# Byskeälven
Byskeälven har sit udspring i søen Västra Kikkejaure i Arvidsjaurs kommun i Norrbottens län, og løber ud i Bottenbugten ved Byske i Skellefteå kommun i Västerbottens län. Elven er omkring 215 km lang og er dermed Nordsveriges næstlængste skovelv efter Gideälven. Vandløbet har et afvandingsområde på 3.662 km².
Byskeälven er en betydelig lakseelv, og i Fällfors er der bygget et «laksecenter» ved Fällforsen og laksetrappe.
«Byskio» betyder «hævelse». Støre søer i flodområdet er Allejaure, Arvesjaure eller Arvidsjaursjön, Järfojaure, Långträsket og Västra Kikkejaure. Bifloder er Långträskälven eller Allejaurälven, Svärdälven, Kilisån, Långträskån, Ålsån og Tvärån. Tvärån, er Byskeälvens sidste større biflod. 